# 리엔크엉 국제공항
리엔크엉 국제공항(베트남어: Sân bay quốc tế Liên Khương, 영어: Lien Khuong International Airport)은 베트남 럼동성에 있는 국제공항으로, 달랏에서 남쪽으로 30km 정도 떨어진 곳에 위치한다. 1960년 공군 비행장으로 개장했으며 2009년 12월 민간공항으로 전환되었다. 활주로 길이는 3,250m이며 2009년 12월 국제선 청사가 준공되었다. 연간 승객 2,000,000명을 수용할 수 있다.

## 역사
리엔크엉 국제공항은 1933년 프랑스 식민지 시절 700m 길이의 토양 활주로로 지어졌다. 1956년에서 1960년 사이에 미군이 리엔크엉 공항을 재건축하고, 시설을 완전히 업그레이드했지만, 인프라가 완전하지 않았다. 터미널은 3층의 프랑스 건축 양식으로 설계되었다. 이 터미널의 연간 수용 인원은 50,000명 또는 피크 시간당 약 120명이었다.
1957년에, 베트남 항공이 사이공에서 더글러스 DC-3을 이용하여 달랏까지 일주일에 5번 상용 비행을 했다. 이 비행은 달랏에서 반메투옷까지 계속되었고, 이후에는 노선을 개정하기 전까지 다른 도시들로 확장했다. 1962년경, 빈도는 하루에 2편으로 증가했다. 1969년경, DC-3 항공기는 DC-4로 교체되었으며 하루에 추가 비행이 일정에 추가되었다. 1972경, 빈도수는 DC-3 및 DC-4를 이용하여 하루 항공편 1편으로 감소했다.
1964-1972년 동안, 활주로, 에이프런, 포장, 접근 도로 개선과 보강이 이어졌다. 활주로는 깊이 8-10cm에서 아스팔트 포장이 되었다. 이러한 개선의 결과로서, 활주로 진입로 2,100m로 확장되었고, 상기 에이프런 23,100m2, 2,106m2의 에이프런이 갖춰지고, 길이 1,480m과 폭 이 37m에 이르렀다. 1975년 4월 30일, 베트남의 통일 이후 1980년까지 이 공항을 관리, 운영한 베트남 인민군은 공항을 주로 정부 고위급 인사들의 사업 목적과 북베트남에서 주민들을 럼동성으로 소위 ‘새경제 운동’으로 이주시키는데 사용했다.
1981년부터 1985년까지 리엔크엉 공항은 Yak-40 항공기로 호찌민 - 리엔크엉 노선 (매주 1 회)으로 민간 운항 항공편을 제공했지만, 모든 민간 항공편은 승객수가 적어 중단되었다.
1992년 이래 리엔크엉 공항은 Yak-40의 호찌민 – 리엔크엉 및 후에 – 리엔끄엉과 공무원 운항 서비스를 재개했으며 나중에 ATR 72로 대체되었다. 후에 – 리엔크엉은 이후 중단되었다.
2004년 10월부터 리엔크엉 공항은 하노이의 노이바이 국제공항과 Fokker 70 항공기를 통해 더 많은 항공 연결을 제공했다. 2009년 12월, 호찌민시로 매일 2회, 하노이로 매일 1회를 운항한다.

## 신청사
2009년 12월 26일에 새로운 12,400m² 규모의 여객 터미널이 개장되었다. 새로운 2층 터미널은 리엔크엉 공항이 2010년에 이 지역에서 국제선을 운항할 수 있게 해주었다. 이 터미널은 승객 수용 규모는 연간 150만 -200만명의 승객을 수용할 수 있다.

### 1층
- 도착 로비(Arrival Lobby)
- 국내 및 국제 수하물 취급소, 수하물 라운지
- 매장

### 2층
- 체크인 구역
- 항공기 대기실, VIP-C 실
- 화장실 구역, 흡연구역
- 스낵 코너

## 운항 노선

### 국내선
| 항공사             | 목적지                                               |
| ------------------ | ---------------------------------------------------- |
| 젯스타 퍼시픽 항공 | 하노이, 호치민                                       |
| 베트남항공         | 하노이, 호치민, 다낭, 빈, 하이퐁, 후에, 껀터, 탄호아 |
| 비엣젯 항공        | 호치민, 하노이, 빈, 다낭, 껀터, 하이퐁               |
| 뱀부 에어웨이스    | 하노이, 호치민                                       |

### 국제선
| 항공사           | 목적지 |
| ---------------- | ------ |
| 타이 비엣젯 항공 | 방콕   |

## 운항 통계
| 순위 | 목적지       | 빈도 (주단위) |
| ---- | ------------ | ------------- |
| 1    | 호찌민       | 56            |
| 2    | 하노이       | 63            |
| 3    | 다낭         | 7             |
| 4    | 빈           | 7             |
| 5    | 후에         | 3             |
| 6    | 하이퐁       | 6             |
| 7    | 방콕         | 7             |
| 8    | 서울-인천    | 6             |
| 9    | 껀터         | 4             |
| 10   | 쿠알라룸푸르 | 4             |
| 11   | 란저우       | 2             |

| 년도 | 승객수    |
| ---- | --------- |
| 2008 |           |
| 2009 |           |
| 2010 |           |
| 2011 |           |
| 2012 |           |
| 2013 |           |
| 2014 | 675,995   |
| 2015 | 862,164   |
| 2016 | 1,300,000 |
| 2017 | 1,600,000 |
| 2018 | 1,750,000 |
| 2019 | 2,340,000 |

## 지상 교통
리엔크엉 국제공항은 20번 국도를 따라 달랏에서 남쪽으로 30km 떨어져 있으며, 바오록에서는 90km 떨어져 있다. 공항에서 달랏 시내로 가는데 약 40분 정도가 소요된다. 

### 버스
리엔크엉 국제공항, 득쭉 - 달랏을 경유하는 노선이 있다. 약 20-25분 간격으로 운행하며, 공항버스 티켓 가격은 40,000 VND이다. 버스는 오전 6시부 터 오후 6시까 지 운행한다. 

### 택시
공항 교통편을 제공하는 많은 택시 회사가 있다. 요금은 1km당 VND 11,500동 ~ VND 17,000동 정도이다. 요금 사기를 당하지 않으려면 마이린 (Mai Linh) (063.511111), 탕러이 택시(Thang Loi taxi) (063.835583), 국제 택시 (International taxi) (0263. 3 52 52 52)와 같은 유명 택시 회사를 선택해야 한다. 

### 셔틀 밴
달랏으로 가는 편도 셔틀 밴을 이용할 수 있다. 인원에 따라
- 4 seater car: VND 250,000 / trip
- 7 seater car: VND 300,000 / trip

## 사진

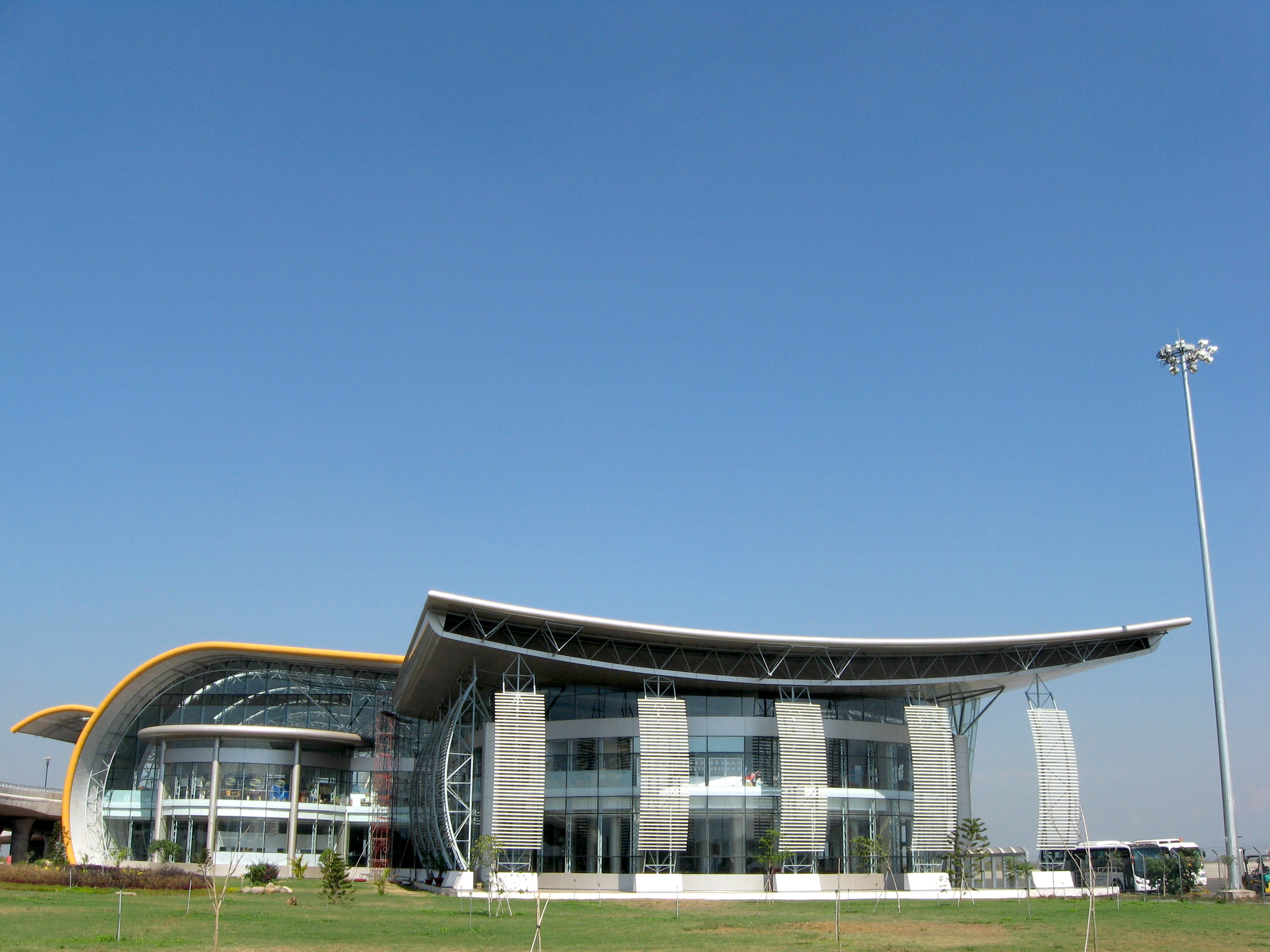
리엔크엉 국제공항 외부 전경
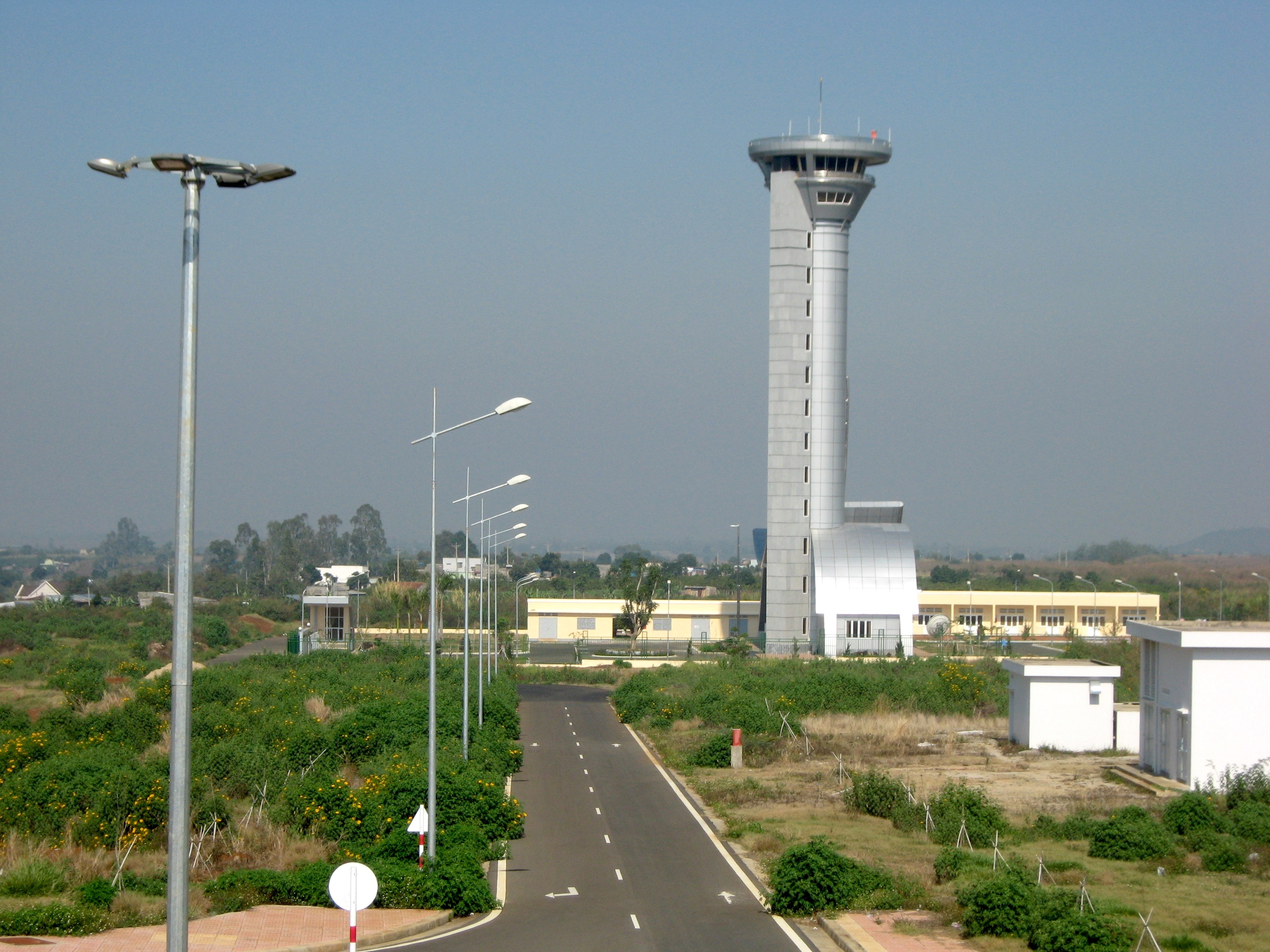
리엔크엉 국제공항 관제탑 전경
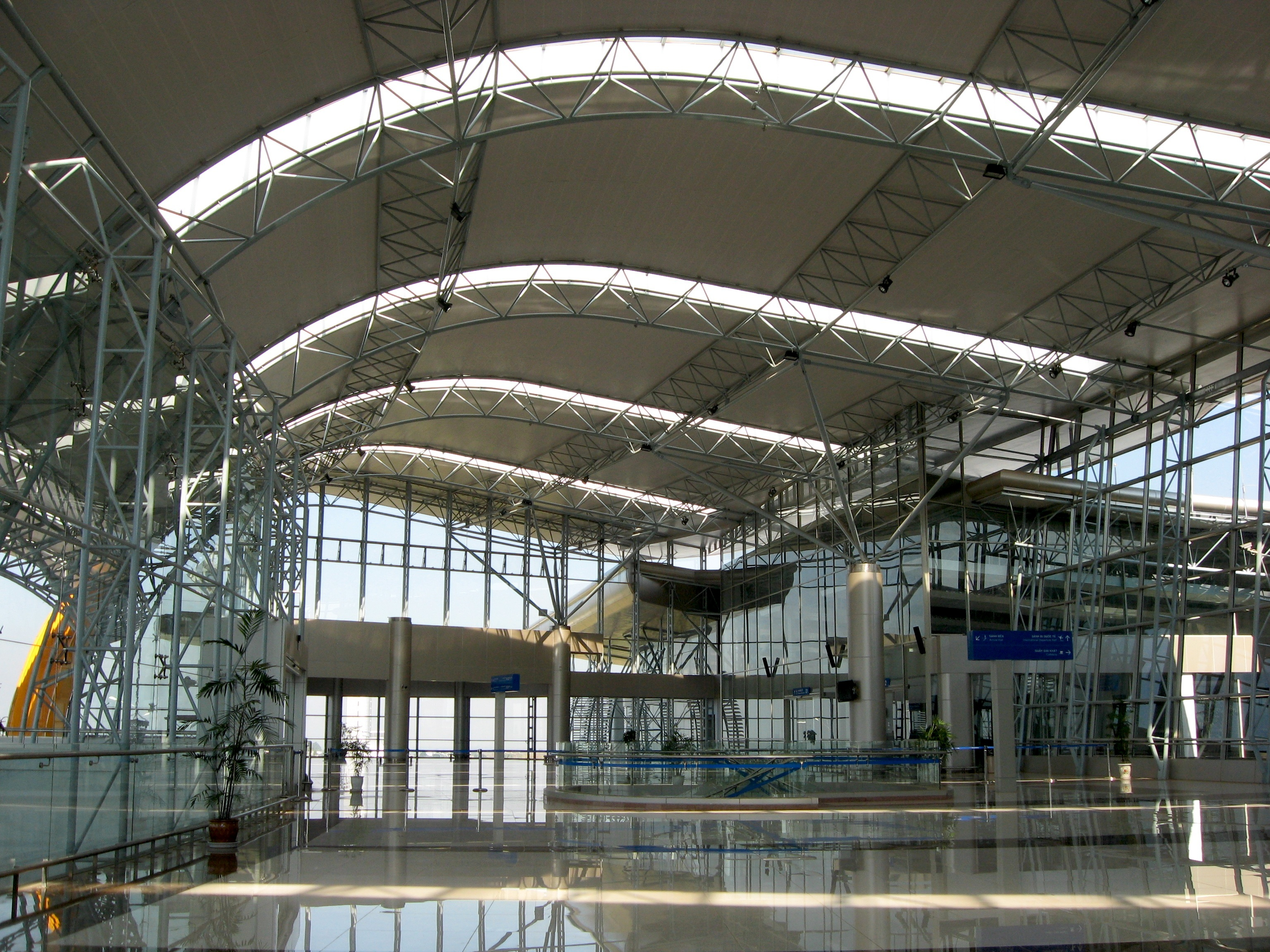
리엔크엉 국제공항 터미널 전경

## 같이 보기
- 베트남의 공항 목록